# Усть-Чём
Усть-Чём — село в Искитимском районе Новосибирской области. Административный центр Усть-Чёмского сельсовета, в котором проживает 876 человек (данные на 2021).

## География
Площадь села — 286 гектаров. Село расположено на устье реки Чем, которая впадает в Бердь.
Село находится в континентальной климатической зоне. Средняя температура зимой −24 °C, летом +23 °C.

## История
Основано в 1720-е годы.

## Население
| 2002 | 2007 | 2010 |
| ---- | ---- | ---- |
| 678  | ↗795 | ↘526 |

## Инфраструктура
Рядом расположен карьер угольной компании "Сибантрацит". Из-за постоянного движения большегрузов дороги и мост находятся в плачевном состоянии. Люди задыхаются в пыли.
В селе по данным на 2007 год функционируют 1 учреждение здравоохранения и 1 учреждение образования МКОУ «СОШ с. Усть-Чем». Функционируют сельская и школьная библиотеки.
Спортивная площадка с тренажерами. Футбольное поле.
Досуговый центр. Магазины.
На территории села работает приход в честь иконы божьей матери спорительницы хлебов.

## Достопримечательности
Памятник В. И. Ленину, монумент Неизвестному Солдату. Школьный историко-краеведческий музей «Здесь Родины моей начало».

## Транспорт
Рейсовый автобус «ПАЗ» № 213 (Искитим — Мосты) ходит 3 раза в день.